# Gris cadete

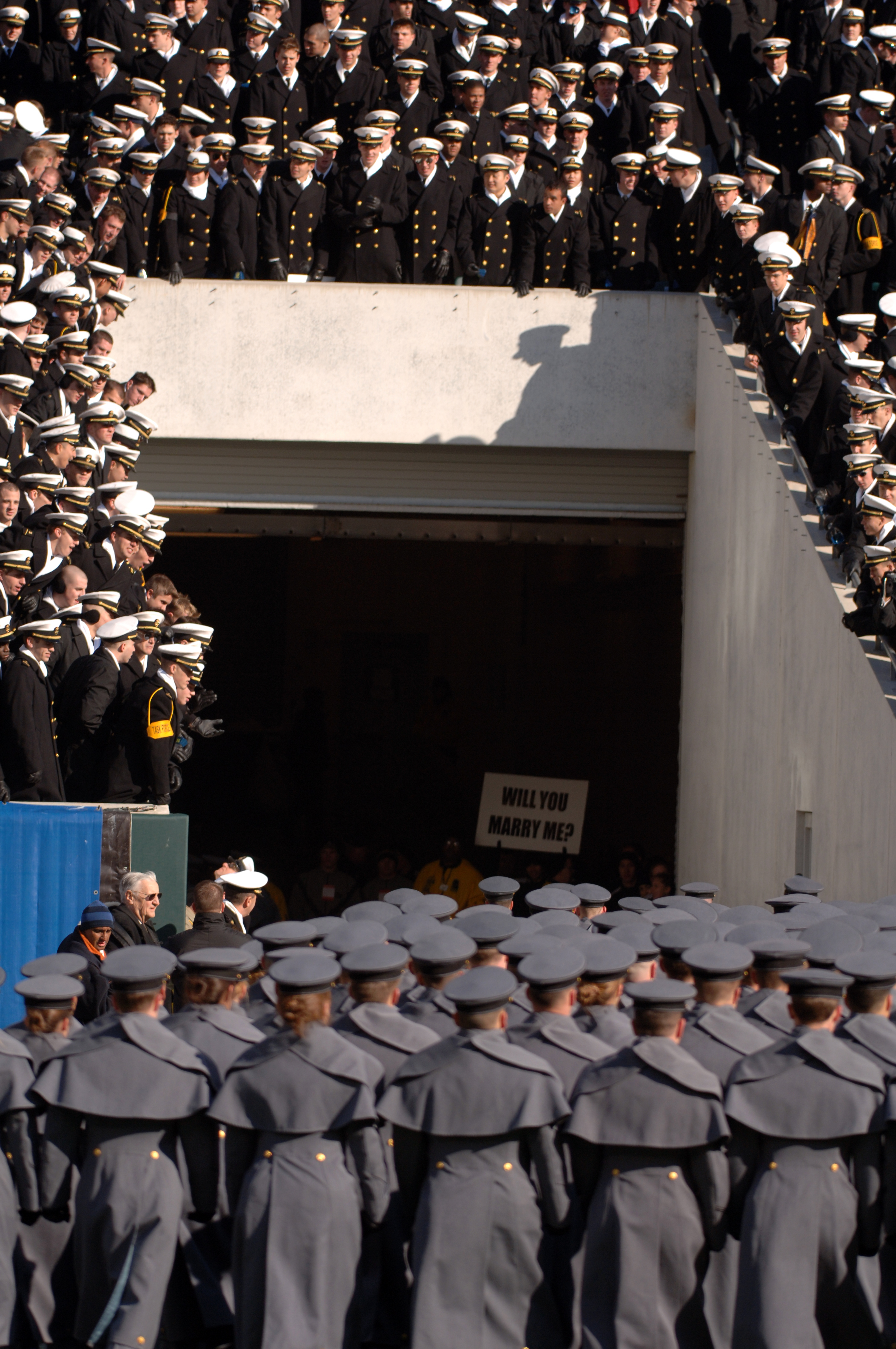
Desfile de cadetes de West Point con uniformes grises, en 2005

Gris cadete (del inglés cadet grey o cadet gray) es el nombre de un conjunto de coloraciones grises y grises azuladas utilizadas originariamente en uniformes militares de Estados Unidos. La denominación de color «gris cadete» pertenece al acervo iconolingüístico de la cultura estadounidense.
|            | Cadet gray         | Cadet grey         |
| ---------- | ------------------ | ------------------ |
| HTML       | #91A3B0            | #81878B            |
| RGB        | (145, 163, 176)    | (129, 135, 139)    |
| HSV        | (205°, 18 %, 69 %) | (204°, 7 %, 55 %)  |
| Referencia | Ridgway, 1912      | Maerz & Paul, 1930 |

## Historia

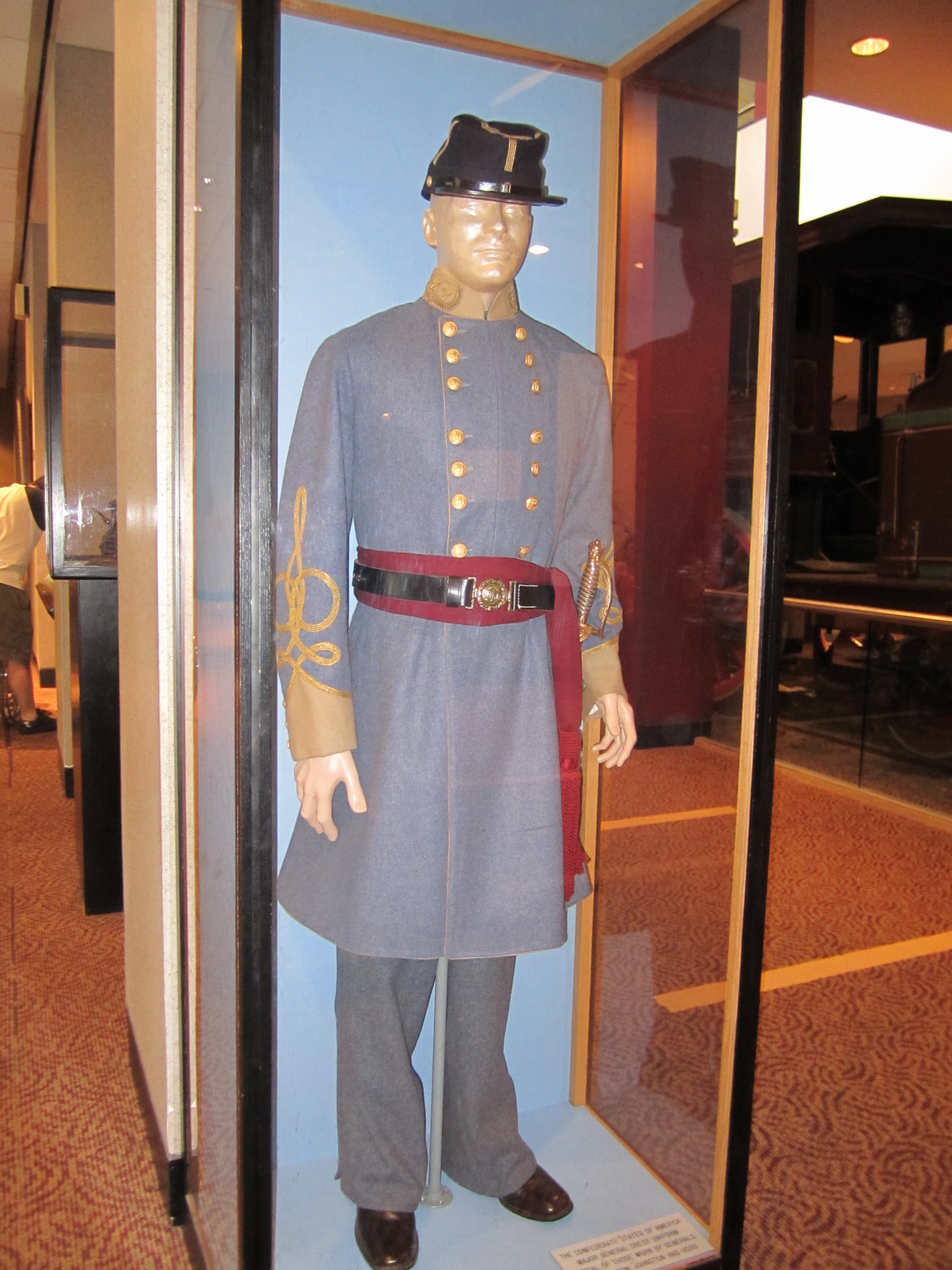
Uniforme de general de la Confederación, en exhibición en el Museo de la Guerra Civil de Atlanta, Estados Unidos

El primer registro de la existencia de un color gris cadete bajo ese nombre data de 1814 y lo sitúa en la academia militar de West Point, como color de uniforme de los cuerpos de cadetes. Dado que las milicias estadounidenses vestían en esos tiempos de azul, han circulado diferentes versiones para explicar este cambio de color. De acuerdo con el general unionista Winfield Scott (1786–1866), los uniformes grises se habían adoptado a modo de homenaje a las chaquetas grises que vestían los combatientes de la Primera Brigada a su mando durante la Batalla de Chippawa (1812), aunque otros han sugerido que en realidad la adopción de los uniformes grises se debió a un período de escasez de tela azul. En 1815, luego de varios meses de uso en la práctica, el gris cadete fue adoptado oficialmente para los uniformes de los cadetes de West Point.
Hacia 1835, el gris cadete fue establecido como color reglamentario de los uniformes del ejército de la efímera República de Texas.
Si bien durante la guerra civil estadounidense (1861–1865), tanto los ejércitos de la Unión como los de los Confederados incluyeron al gris cadete entre sus colores de uniforme, este se identifica principalmente con los Confederados, que lo utilizaron en forma reglamentaria a partir de 1863, cuando se pidió a todas las tropas obedecer el Reglamento del Ejército de los Estados Confederados, que estipulaba que los uniformes debían ser de ese color.

### Uso civil y popular
En 1912, el naturalista Robert Ridgway incluyó al gris cadete en su libro Color Standards and Color Nomenclature, un catálogo de colores para uso en ciencias biológicas (especialmente ornitología y botánica), lo que introdujo el nombre de esta coloración en el uso civil.